# Église Notre-Dame-de-Grâces de Cotignac
Pour les articles homonymes, voir Église Notre-Dame et Notre-Dame-de-Grâces.
L’église Notre-Dame-de-Grâces de Cotignac, ou le sanctuaire Notre-Dame des Grâces, est une église catholique située à Cotignac dans le département français du Var, en région Provence-Alpes-Côte d'Azur. L'église est construite en 1519 après les apparitions de Notre-Dame de Grâces à un simple paysan, Jean de La Baume, sur ce même lieu. Des religieux sont affectés au sanctuaire et très rapidement rattachés à la congrégation de l'Oratoire.
D'abord modeste sanctuaire régional, le lieu devient un site de pèlerinage de premier plan lorsque le frère Fiacre augustin déchaussé, vient officiellement en pèlerinage depuis Paris pour y prier la Vierge afin d'accorder au roi Louis XIII un héritier. La grossesse de la reine Anne d'Autriche et la naissance du futur Louis XIV sont vus comme un « miracle » accordé par Notre-Dame des Grâces. Cet événement attire l'attention sur le sanctuaire, et celui-ci restera lié à la monarchie jusqu'à la Révolution.
À la Révolution, les révolutionnaires pillent et rasent totalement le sanctuaire. En 1810, l'église est reconstruite par les habitants du lieu. Elle est prise en charge par la congrégation des Oblats de Marie-Immaculée. Ceux-ci font réaliser des travaux d'aménagement dans le sanctuaire. En 1981, les Oblats transmettent la gestion du sanctuaire aux frères de la Communauté Saint-Jean. 
Aujourd'hui, ce sanctuaire accueille 140 000 pèlerins par an, ce qui en fait le premier site visité dans le département du Var.

## Historique

### Apparition mariale
Les 10 et 11 août 1519, un modeste paysan, Jean de La Baume, voit la Vierge Marie sur une colline proche du village de Cotignac. La Vierge lui demande de transmettre aux habitants du village et à leurs responsables son message, à savoir venir en pèlerinage sur ce lieu, et y construire une église,. Les travaux pour la construction de l'église commencent dès le 14 septembre 1519. Le 17 mars 1521, le pape Léon X accorde une série d'indulgences au sanctuaire provençal,.
Vers la fin du XVIe siècle, un groupe de prêtres et de religieux s'installe à proximité de l'église pour y étudier et organiser le culte. Ce petit groupe s'organise autour de la règle de saint Philippe Néri, et voit sa règle approuvée par le pape Clément VIII en 1599. En 1615, cet oratoire (groupe de religieux) est rattaché au mouvement de l'Oratoire de France. Ce rattachement est approuvé par le pape Urbain VIII.

### Les pèlerinages du frère Fiacre

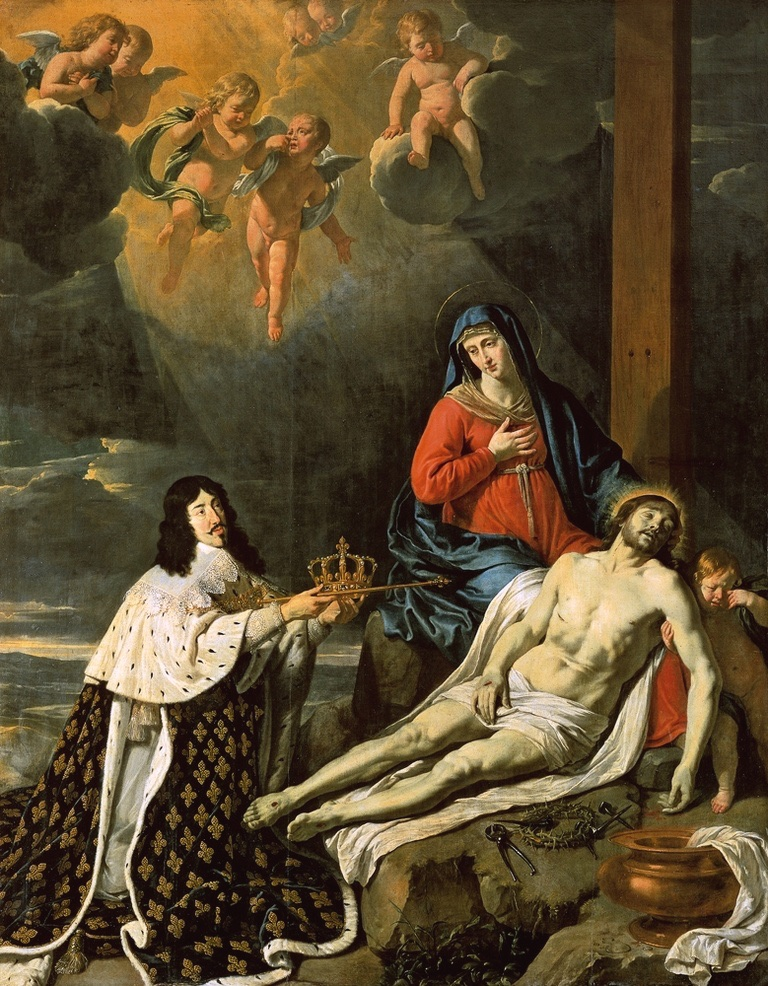
Le Vœu de Louis XIII, par Philippe de Champaigne (1638).

Après 20 ans de mariage, Louis XIII et Anne d'Autriche n'ont toujours pas d'enfant et le trône de France se trouve sans héritier. Le 27 octobre 1637, un religieux de l'ordre des Augustins déchaux, le frère Fiacre, pendant qu'il prie, reçoit une révélation intérieure : la reine Anne d'Autriche devait, pour obtenir le fils souhaité, faire réaliser trois neuvaines de prières à la Sainte Vierge : une à Notre-Dame de Paris, une à Notre-Dame des Victoires, et la dernière à l'église Notre-Dame des Grâces de Cotignac. Une fois informée, la Reine mandate le frère Fiacre pour réaliser ces neuvaines qu'il débute le 8 novembre 1637. La reine l'envoie à Cotignac pour y conclure ses neuvaines qui se terminent le 5 décembre suivant. Neuf mois plus tard, le 5 septembre 1638, Louis XIV naît à Saint-Germain-en-Laye,.  
Informé de la grossesse de la reine, le 7 février 1638, Louis XIII demande au frère Fiacre, avec son prieur, de retourner au sanctuaire de Cotignac pour effectuer une neuvaine de messes, afin de demander que la grossesse de la reine se passe bien, et que l'enfant tant espéré naisse en bonne santé. Le 10 février, Louis XIII décide de consacrer le pays entier à la Vierge Marie. C’est le fameux « vœu de Louis XIII »,.
En 1644, la reine demande au frère Fiacre de porter à l'église de Cotignac un tableau qu'elle a fait réaliser spécialement représentant le roi, à genoux, présentant sa couronne et son sceptre à la Vierge. Ce tableau, exposé dans l'église, sera détruit à la Révolution.

### Visite de Louis XIV et d'Anne d'Autriche
La régente Anne d'Autriche et le roi Louis XIV, au début de son règne, se rendent en personne au sanctuaire de Cotignac. Le samedi 21 février 1660, le cortège royal arrive à Cotignac,. Le roi est accompagné d'une escorte militaire composée de 40 gendarmes et d'un détachement de mousquetaires.
L'annonce de son arrivée dans la petite commune provoque un grand émoi dans la population et parmi les notables qui s'interrogent sur la conduite à tenir pour accueillir un tel hôte de marque, d'autant que les caisses de la commune sont vides. Un seul chemin carrossable atteignait alors le sanctuaire, depuis la route de Montfort. Mais il fallait l'élargir, ce qui fut fait pour cette occasion. Ce « chemin de Louis XIV » (baptisé pour l'occasion au nom du roi), Louis, la Reine et tout le cortège le suivent jusqu'à l'escalier qui reçut le même nom. Lors de sa visite, le jeune roi, âgé de 21 ans, fait don à la statue de la Vierge du long cordon de moire bleu céleste que portent les membres de l'Ordre du Saint-Esprit, dont il est membre, comme tous les membres de la famille royale. Pour sa part, la reine fait don, sur ses deniers, de six messes à célébrer à perpétuité. Pour l'anecdote, les frais liés aux travaux d'aménagements routiers, ainsi que l'hébergement et l'alimentation de la garde du roi mettront de longs mois à être remboursés par la commune aux fournisseurs, et demanderont aux créanciers de multiples relances auprès des « consuls de la ville »
De retour à Paris, Louis XIV demande au frère Fiacre d'aller porter en son nom à Notre-Dame de Grâces, une copie du traité des Pyrénées et de son contrat de mariage avec Marie-Thérèse d'Autriche, ainsi qu'un tableau représentant le roi et la jeune reine. Le religieux se rend alors en mars 1661 au sanctuaire pour y déposer les documents, et poursuit son pèlerinage vers Rome, à la demande cette fois de la reine Anne d'Autriche. En 1667, un an après la mort de la reine régente, Louis XIV fait porter par le frère Fiacre, dans l'église de Cotignac, une plaque en marbre noir, à la mémoire de sa mère rappelant qu'« il fut donné à son peuple par les vœux qu'Anne d'Autriche avait faits dans cette église ». Cette plaque se trouve toujours installée sur le mur de l'église,.

### XVIIeetXVIIIesiècles
En 1661, les habitants de la commune de Cotignac cèdent au profit des pères de l'Oratoire ayant la charge du sanctuaire marial, des terrains et forêts où est situé le sanctuaire. Ce don fait par les habitants est contesté par le seigneur local, mais un accord est finalement trouvé entre les trois parties. En échange de cette donation, les religieux s'engagent à desservir également la chapelle Saint-Joseph, construite quelques mois plus tôt, sur le lieu d'une apparition de saint Joseph à trois kilomètres du sanctuaire. Une nouvelle donation est faite 10 ans plus tard, toujours au profit du sanctuaire, mais par le seigneur cette fois-ci, avec une contestation de la commune,.
En 1684, juste avant sa mort, le frère Fiacre demande par écrit au roi Louis XIV la permission de pouvoir faire enterrer son cœur dans l'église de Notre-Dame des Grâces, sous le marchepied de l'autel. Le religieux décède le 10 février 1684, et le roi accède à sa demande. Le 7 mai, deux religieux de son ordre se présentent au sanctuaire, portant le cœur du défunt moine dans une boîte de plomb. Après la messe et une courte cérémonie qui rassemble les religieux du sanctuaire, le cœur est enterré dans l'église, sous l'autel. 
Durant toute cette période, et jusqu'à la Révolution, le sanctuaire est l'objet de très nombreuses processions et pèlerinages, organisés par des villes, des corporations, des corps religieux et des confréries. Un certain nombre de paroisses du diocèse avaient fait le vœu de venir chaque année en procession au sanctuaire pour rendre des actions de grâce à la Vierge. Cet afflux de pèlerins n'était pas sans poser de problèmes pour leur hébergement car il manquait régulièrement des places dans le sanctuaire, et ceux-ci devaient être logés en ville.

### Destruction à la Révolution et reconstruction
En 1793, les pères de l'Oratoire qui gèrent le sanctuaire sont expulsés. Les révolutionnaires détruisent le tableau offert au sanctuaire par la reine Anne d'Autriche, mais le tableau décorant le maître autel, et que le frère Fiacre avait vu en songe avant sa première venue, est sauvé par le maire du village, Jean-François Templier, qui avant la venue des révolutionnaires, découpe la toile du tableau avant de la cacher. Une fois le calme revenu, il restitue ensuite la toile au sanctuaire. L'église est transformée en une prison (par les révolutionnaires), où des « suspects » sont enfermés avant d'être déportés sur Toulon pour y être exécutés.
Lorsque le 9 thermidor (le 26 juillet 1794), toutes les prisons sont vidées, le sanctuaire et son domaine sont mis en vente (l'église, le couvent attenant, et la forêt qui l'entoure) par les révolutionnaires. En 1796, les bâtiments sont détruits pour récupérer tous les matériaux de construction pouvant être revendus, et la forêt est entièrement rasée. Le chroniqueur local ajoute que « l'acheteur du bien » a fait fouiller « jusque dans les caveaux », pour y rechercher des pierres et éléments à revendre,.

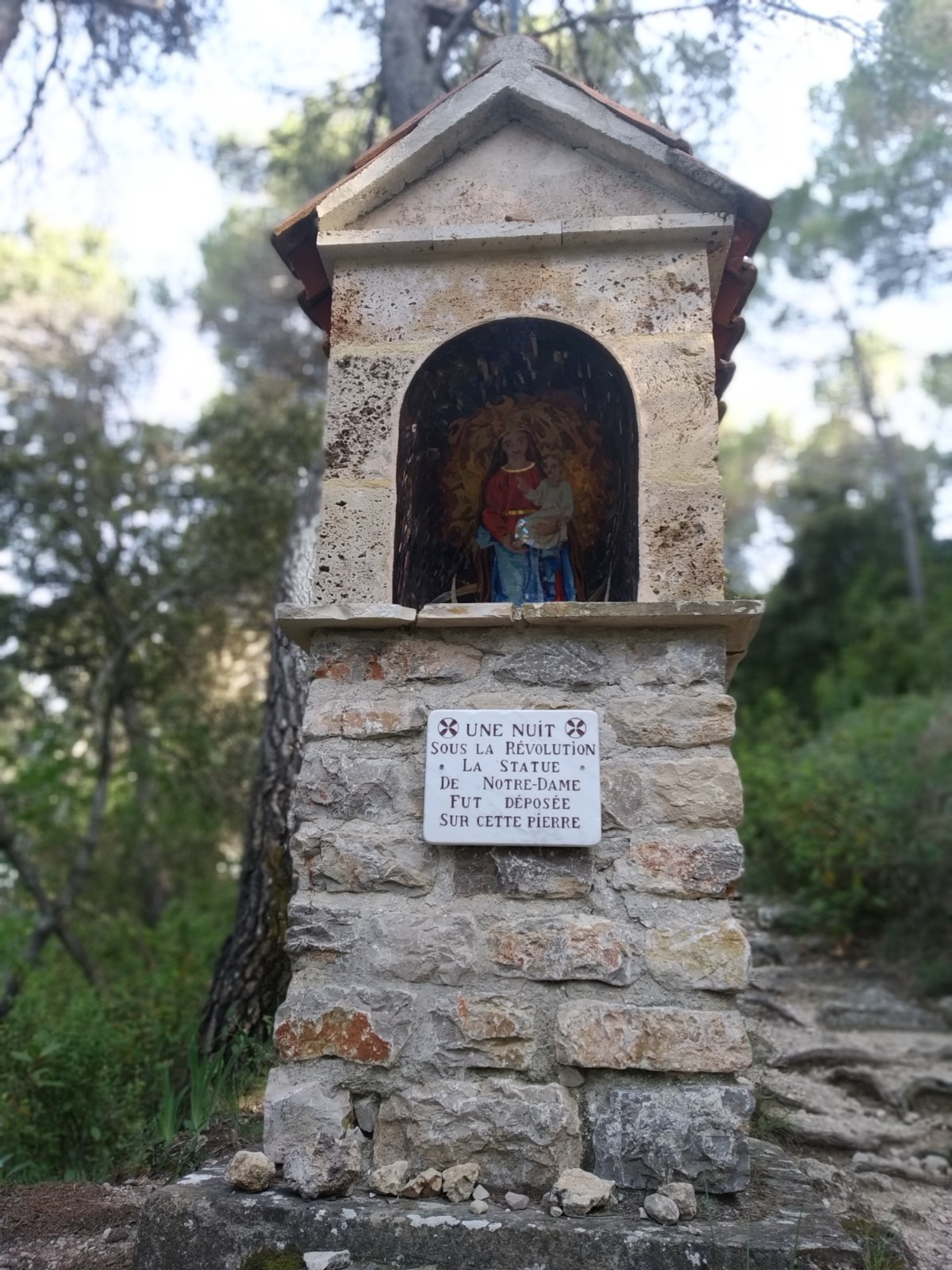
Emplacement où la statue de la Vierge fut déposée par les Révolutionnaires

En 1810, l'église est reconstruite par les habitants de la ville. Les archives départementales attribuent à « Mr. Gérard » l'initiative et la conduite des travaux. La reconstruction se fait sur le même plan que l'église primitive, par les habitants du village de Cotignac, chacun finançant suivant ses moyens, et certains habitants offrant gracieusement des journées de travail, à défaut d'argent, pour la reconstruction. La nouvelle église est inaugurée le 8 septembre 1810. Dans la nouvelle église sont replacés la statue de la Vierge (qui avait pu être préservée des destructions révolutionnaires - voir illustration ci-contre), ainsi que le tableau de la Vierge et la pierre gravée offerte par le roi Louis XIV.
Le lieu de pèlerinage est alors confié à la congrégation des Oblats de Marie-Immaculée, qui vont réaliser de gros travaux d’adduction d'eau et d'aménagement du site.

### AuXXesiècleet jusqu'à aujourd'hui
En 1938, la statue de Notre-Dame des Grâces, est couronnée canoniquement.
En 1981, les Oblats de Marie-Immaculée cèdent le lieu aux frères de la Communauté Saint-Jean, et leur confient l'animation des pèlerinages.
En lien avec le sanctuaire Saint-Joseph de Cotignac, la communauté Saint-Jean organise de multiples activités et pèlerinages à thèmes, tout au long de l'année : pèlerinages et retraites pour les familles, pour les enfants, les mères, les pères, et les célibataires,. Les activités pastorales se font en lien avec le monastère Saint-Joseph du Bessillon, situé à près de 3 km, et relié par un chemin à travers la forêt.
En 2019, le sanctuaire a fêté le 500e anniversaire de l'apparition de la Vierge à Cotignac. Au cours de cette année, des célébrations particulières ont eu lieu, spécialement durant la semaine du 10 au 16 août qui était le « point d'orgue » des festivités jubilaires,.

## Description
L'église

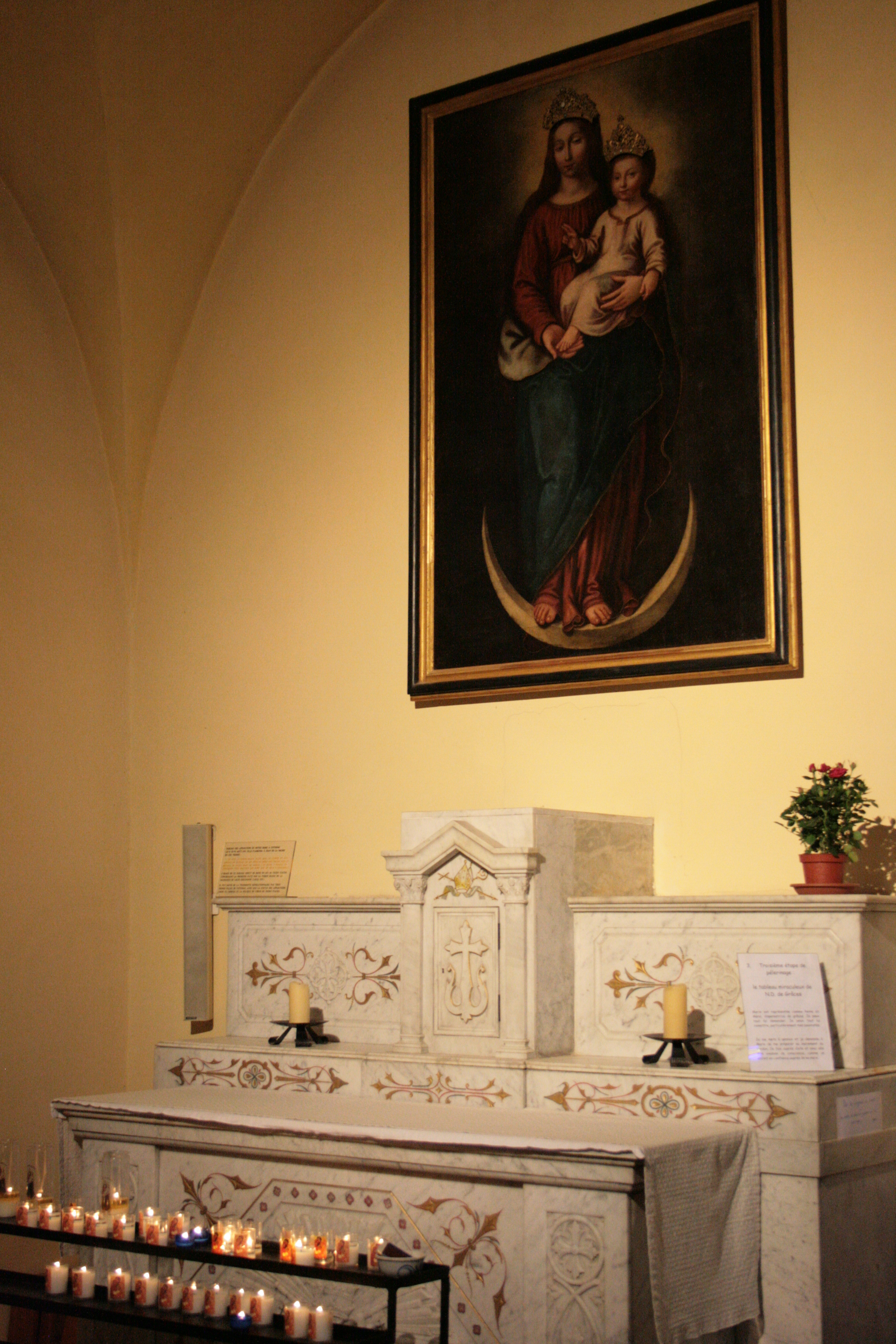
Autel de la Vierge Marie.

L'église est construite en briques et en pierres, avec une seule nef, et une abside en demi-cercle. L'église actuelle a été entièrement reconstruite en 1810 sur les fondations de l'église originale.
À l'extérieur, sur les murs du parvis, de nombreux ex-votos témoignent des reconnaissances rendues par les pèlerins, dont certains portant le prénom d'un enfant, « pour remercier la Vierge de sa naissance ».
Le tableau de la Vierge, du XVIe siècle, est accroché derrière l'autel. La pierre de marbre noir gravée, offerte par Louis XIV est exposée sur un mur de l'église,.
Le sanctuaire
Le sanctuaire dispose d'une vingtaine de petits hébergements disjoints, appelés « hermitages », permettant d'accueillir et de loger les pèlerins pour quelques jours. Une piscine et deux terrains de tennis sont utilisés par les groupes d'enfants ou lors des rassemblements de familles. Un petit couvent abrite les frères de Saint Jean qui ont la charge du sanctuaire.
Un chemin de pèlerinage relie ce sanctuaire à celui de Saint-Joseph du Bessillon, distant de 3 km environ. Ce chemin est orné de six oratoires représentant les grandes scènes de la vie de saint Joseph, d'après le Nouveau Testament.

## Notoriété

### Avant la Révolution
La première marque de notoriété régionale est donnée par les consuls de la ville d'Aix-en-Provence qui envoient en 1522 une députation pour intercéder auprès de Notre-Dame des Grâces, dans son sanctuaire, pour demander la fin de l'épidémie de peste. La bulle d'indulgences accordées par le pape Léon X au sanctuaire l'année précédente (le 17 mars 1521), marquait pour sa part une forme de reconnaissance et de notoriété au plus haut niveau de l’Église.
D'une notoriété régionale, le sanctuaire de Cotignac gagne rapidement une notoriété nationale avec le pèlerinage du frère Fiacre venant de Paris, en 1637, pour demander la naissance du futur roi. Après la visite du roi Louis XIV, accompagné de sa mère en 1660, venus tous deux « rendre grâce pour la naissance du jeune souverain », et les divers cadeaux et marques de reconnaissance offerts par le roi, ce sanctuaire se trouve associé étroitement à la monarchie française jusqu'à la Révolution, qui verra sa destruction
Au XVIIe siècle, le sanctuaire avait la réputation d'apporter de nombreuses grâces et aides aux femmes enceintes pour que la grossesse se passe bien, ainsi que l'accouchement,.
Du XVIIe siècle jusqu'à la Révolution, le sanctuaire est l'objet de très nombreux pèlerinages et processions, organisés par des villes, des corporations, des corps religieux et des confréries. Un certain nombre de paroisses du diocèse avaient fait le vœu de venir chaque année en procession au sanctuaire pour rendre des actions de grâce à la Vierge. Cet afflux de pèlerins était tel qu'il manquait régulièrement des places dans le sanctuaire pour loger les pèlerins, et que les pèlerins devaient être logés en ville.

### Après la Révolution

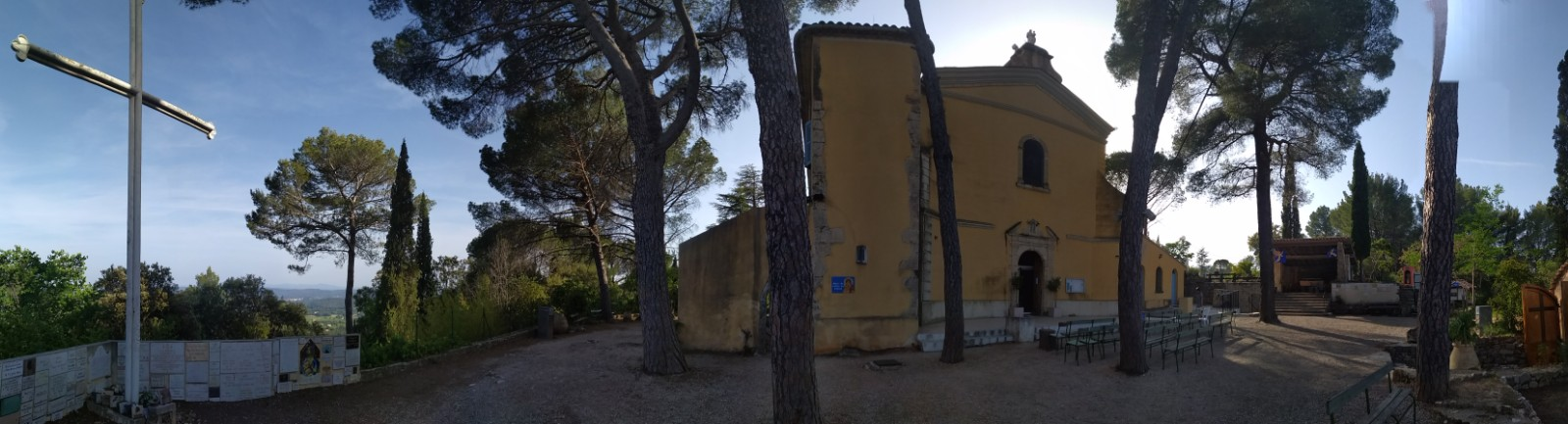
Parvis de Notre Dame des Grâces.

Aujourd'hui, le sanctuaire attire plus de 140 000 pèlerins par an, ce qui en fait le premier site visité dans le département du Var. L'affluence est plus marquée autour des fêtes les 10, 11 et 15 août et du 8 septembre,.
Beaucoup de couples viennent en pèlerinage pour demander « des grâces pour la famille, en particulier les couples en attente d’enfant ». De nombreux ex-votos expriment la reconnaissance de ces pèlerins pour avoir obtenu une réponse à leur prière.